# Turpan
Turpan (a Turpan a város ujgur nevének átírása, arab írással: تۇرپان, kínaiul: 吐鲁番市 /Turfan/ Pinjin átírással: Turfán) egy prefektúraszintű város a Kínai Népköztársaságban, a Hszincsiang Ujgur Autonóm Terület központjában. A közigazgatási terület területe 69 324 km², kb. 570 000 lakossal (2004). A kormány székhelye Kaocsang kerületében van.

## Földrajza

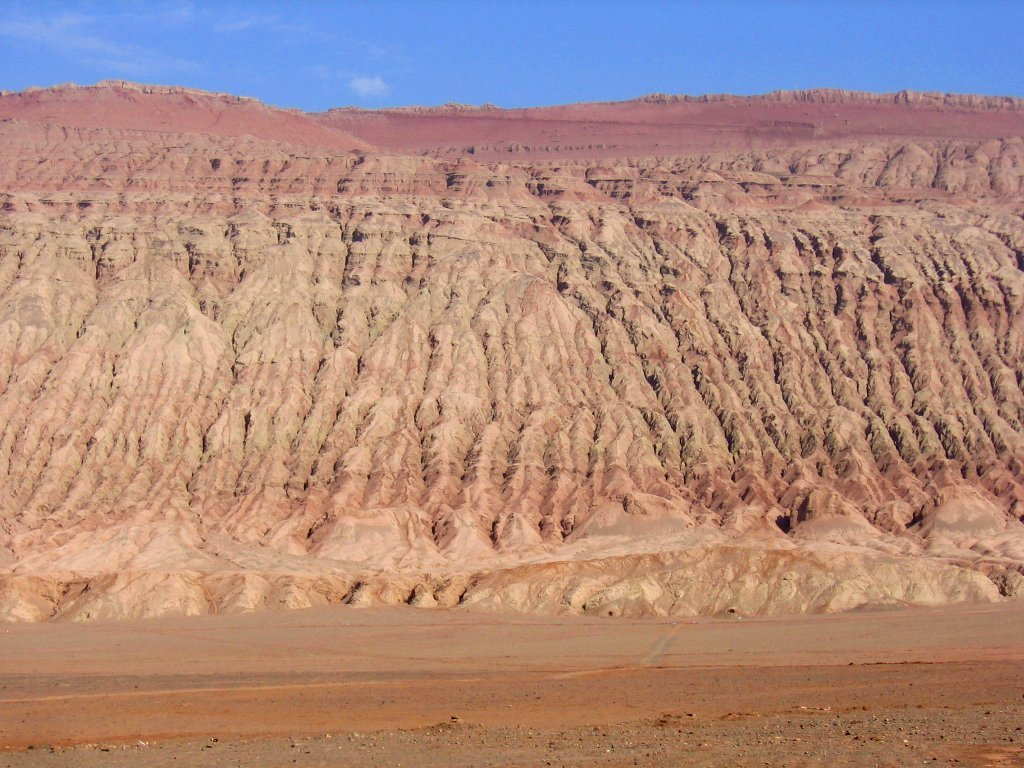
Homokkő erózió a Flaming hegységben

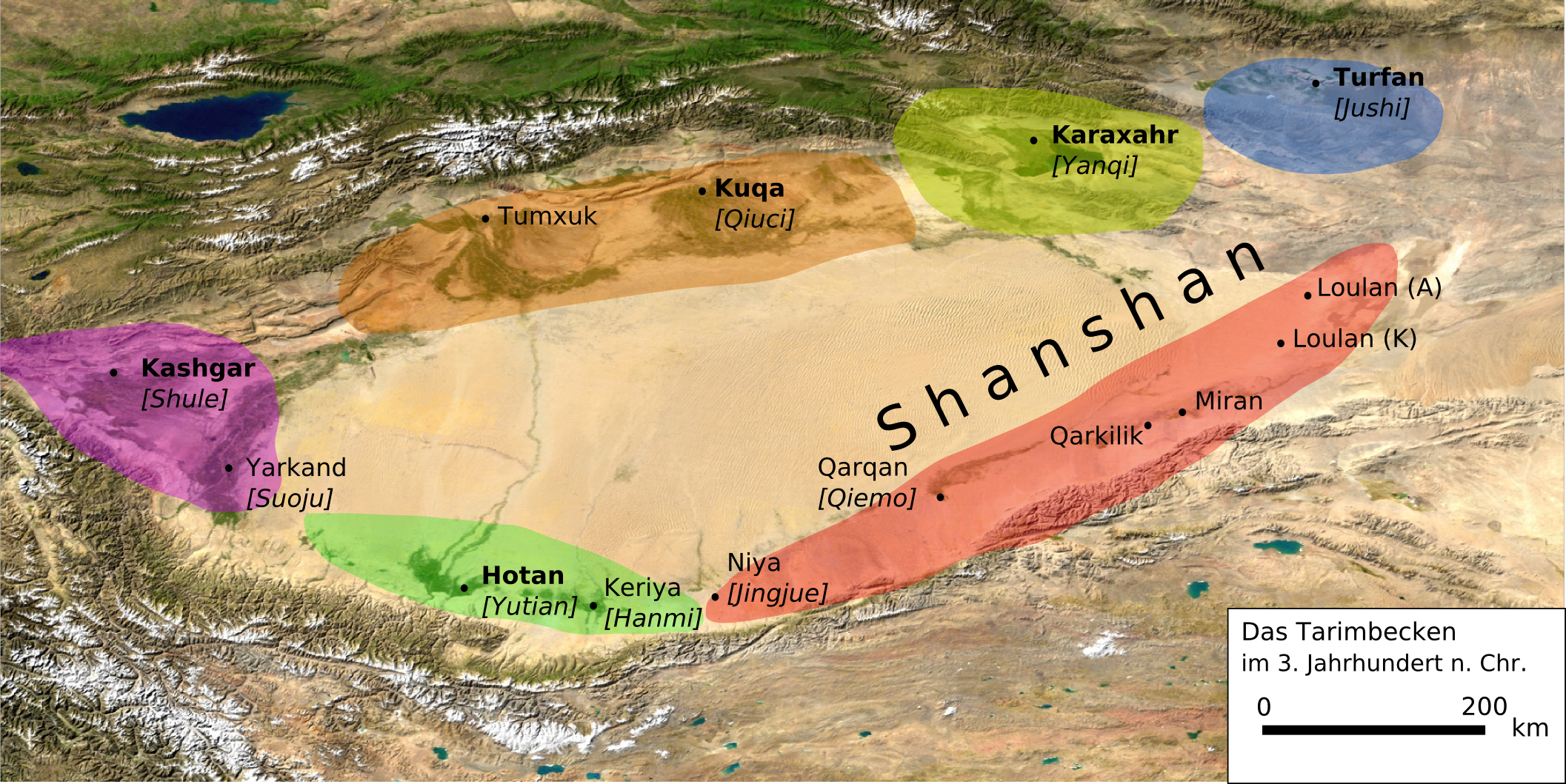

Turpan a Tien-san hegység keleti szélén fekszik, körülbelül a 41 ° 12 „43 ° 40” északi szélesség 87 ° 16 „91 ° 55” keleti hosszúság. Legalacsonyabb pontján, az Aydingkol-tó partján fekszik, 154,50 méterrel a tengerszint alatt. Ez a harmadik legmélyebb pont a világon, a Holt-tenger és az Assal tó után.
A Takla-Makán sivatag északi peremén, Turpan városától keletre a Tien-san hegységben fekszenek a Lángoló-hegység és Kaocsangi-hegység kopár, erodált, vörös homokkő-dombjai, melyek vöröshomokkő alapkőzetének eróziója által okozott mély árkok. Különlegességük, hogy a nap bizonyos időszakaiban lángoló megjelenést kölcsönöznek a hegyeknek. A hegyek megközelítőleg 100 km hosszan és 5-10 km szélesen, a kelet-nyugati határokon átnyúlva húzódnak (Turfáni-mélyedés). A Lángoló-hegység átlagos magassága 500 m, és néhány csúcsa eléri a 800 méter magasságot is. A hegyvidék éghajlata durva, a rendkívül magas nyári hőmérsékletek Kínában a legforróbb hellyé teszik, gyakran elérve az 50 °C-ot, vagy annál magasabb értéket is. A hely népszerű turisztikai helyszín, számos fontos paleontológiai maradvány is található a területen, mint pl. a Turpan város mellett található rejtélyes kínai kőkörök (Lianmuqin).

## Népesség
| 2010 | 622 903 |
| 2020 | 693 988 |

## Klíma
Turpanban kontinentális sivatagi éghajlat (BWk) uralkodik rendkívül forró nyárral és hideg téllel, az éves csapadékmennyiség mindössze 16 mm.

## Története

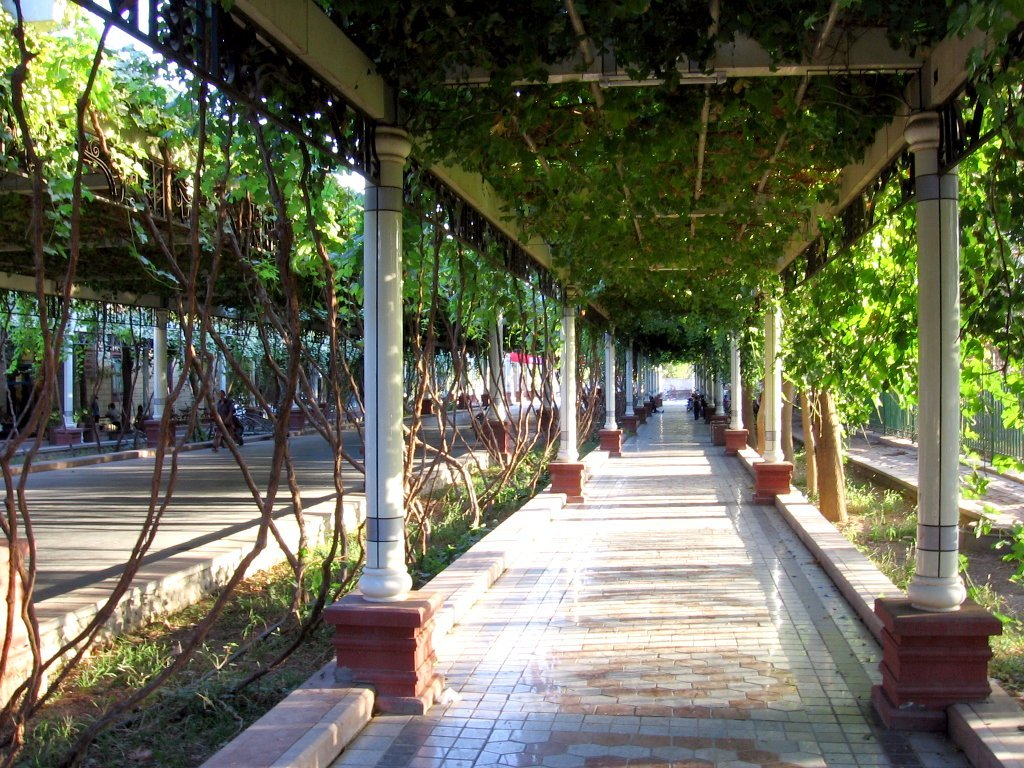
Turpan, utcarészlet szőlőlugasokkal

A helyről az első ismert adat a Turpan oázisában fellelt néhány elefántcsont volt az első évezredtől. A kínai források a Kr. e. időkből a Turpan Királyságot említették először, amely a területet átmenetileg meghódította, de hamarosan visszanyerte függetlenségét. Az első évszázadok során Turpan lakossága többnyire Tokhar volt, akik Kínában és Szogdiában is éltek. Az 5. a 7. században Turpan türk uralom alatt volt, 640-ben Kína foglalta el, melynek uralmát 790-ben a tibetiek váltották fel. 843-ban Turpan a második ujgur birodalom részévé vált. A 11–12. században Kelet-Turkesztán területén a Turfáni Fejedelemség dominált, melynek két legfontosabb városa Turpan és Bes-balik volt. Bes-balik közigazgatási és politikai központként működött, a fejedelemség kereskedelmi és kulturális központja pedig Turpan/Kocsó volt.
Az 1120-as évek végén a Turfáni Fejedelemség a nyugat felé húzódó karakitajok fennhatósága alá került, de ez belső ügyeiket lényegesen nem érintette, a függés adó fizetésében jutott kifejezésre. 1209-ben a turfáni ujgurok uralkodója, Barcsuk-idikut behódolt a terjeszkedő Mongol Birodalom fejének, Dzsingisz kánnak.
Az egykori selyemút mentén fekvő város a buddhista kultúra egyik fellegvára volt, templomokkal, kolostorokkal, kéziratos és fanyomatos könyvekkel, ahol szanszkrit, kínai, tibeti és tohár nyelvű buddhista írásbeliség létezett. A terület fő vallási és kulturális központja Turpan volt.
Turpan település mai lakóinak többsége ujgur. Az ujgurok nagy része a 10. században már a buddhizmust követte, és az ujgur nyelvű irodalom többsége is a buddhista kánon különböző műveinek a fordításából állt, melyek a buddhizmussal kapcsolatos vallástörténeti kutatások páratlanul gazdag forrásai: sok, ma már elveszett vagy más variánsban megőrzött buddhista szöveg mára csak ujgur fordításban maradt fenn. Ezek a hihetetlenül értékes régi kulturális emlékek ma Európa nagy gyűjteményeiben vannak, legtöbbjüket ugyanis a 19. század végén és a 20. század első évtizedében tárták fel különböző európai expedíciók. Különösen gazdag anyagot gyűjtöttek a berlini porosz Turpan-expedíciók, valamint Stein Aurél tunhuangi útja során, de jelentős francia és orosz kutatóutak is indultak, később pedig a japánok is csatlakoztak a gyűjtéshez, melynek eredményeként ma a világ leggazdagabb ujgur (és általában régi turkesztáni) anyagai Berlinben, Londonban, Párizsban, Szentpéterváron és néhány japán gyűjteményekben találhatók.

## Gazdasága
A város gazdasága korábban a környék mezőgazdaságán és a gyümölcstermesztésen alapult, fő termékei: gyapot, eperfa, kajszibarack, dinnye és szőlő. Az 1980-as évek óta jelentősen nőtt a helyi ipar, vegyi anyagokat, feldolgozott élelmiszereket, építőanyagokat és textileket előállító üzemek; szén- és sóbányák.

## A környék nevezetességei

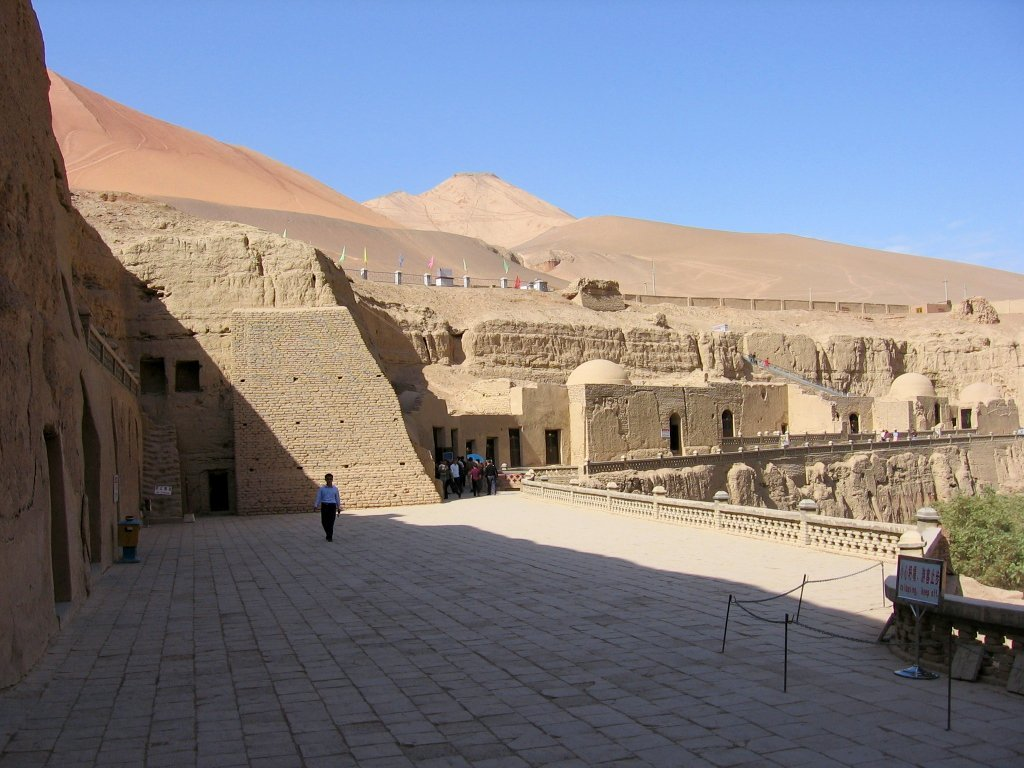
Turfán, Bezeklik ezer buddha-barlangok

- Bezeklik barlangok - A Bezeklik barlangok a kínai Xinjiangban találhatók, Turpan közelében. Három buddhista festmény maradt fenn itt.
- Csiaoho romjai (pinjin: Jiaohe) - Turfantól 8 km-rel nyugatra találhatók. A Han-dinasztia határvárosa volt, míg Dzsingisz kán el nem pusztította.
- Kaocsang romjai - Kaocsang vagy Karakhoja Turfantól 45 km-el keletre fekvő a Han-dinasztia és a Tang-dinasztia helyőrségei számára épült egykori erődváros, és több mint ezer évig a Turpan régió fővárosa, a karaván kereskedők megállási helye és piaci városa volt.
- Kárézek, vagy Qanat - Egy Iránban is használt öntözőrendszerhez hasonló föld alatti csatornák rendszere, amely a hegyi lefolyásból származó vizeket a tengerszint alatt lévő mélyedésekben lévő medencékhez továbbítja. A Turfáni-mélyedés területén az öntözésnek ez a formája a mai napig elterjedt és hatékony módja annak, hogy a hegyek lábánál kifolyó vizet összegyűjtsék.
- Kőkörök - A rejtélyes, méretüket és alakjukat tekintve igen változatos körökre még 2003-ban bukkantak Kína északnyugati részén, a Kaocsang-hegyekben, Turpan mellett egy 6,6 négyzetkilométeres területen.
- Tarimi múmiák

## Kaocsang romjai

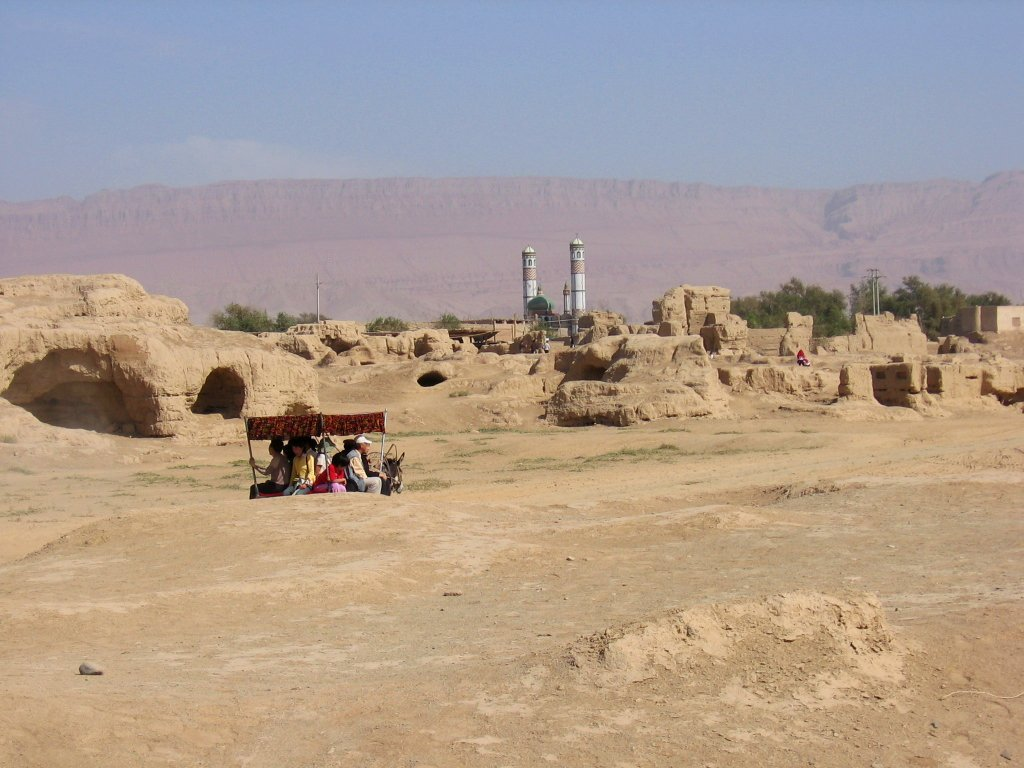
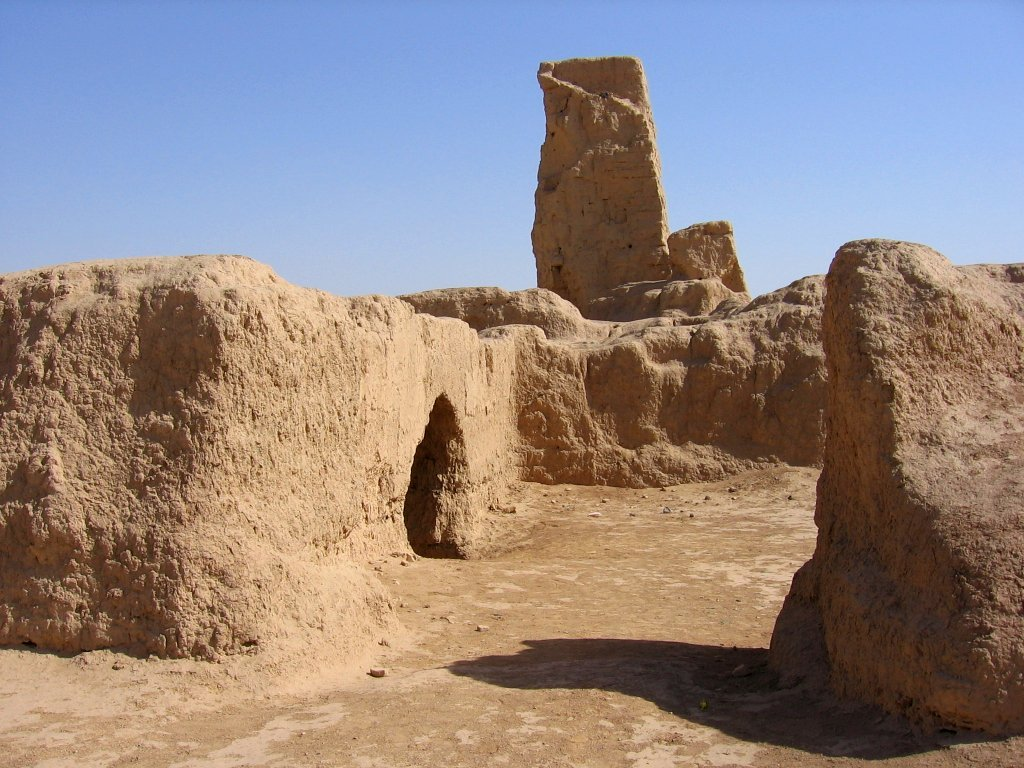
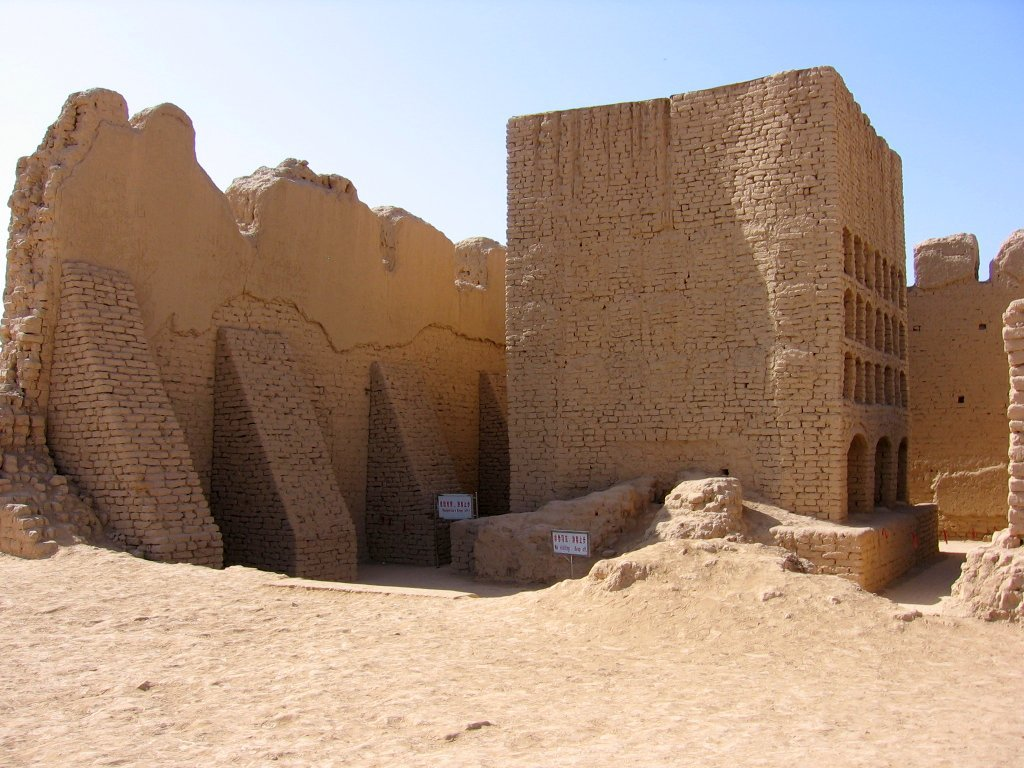

## Bezeklik barlangok

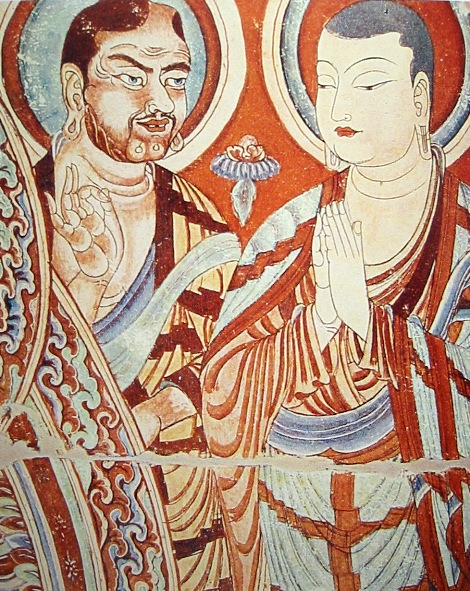
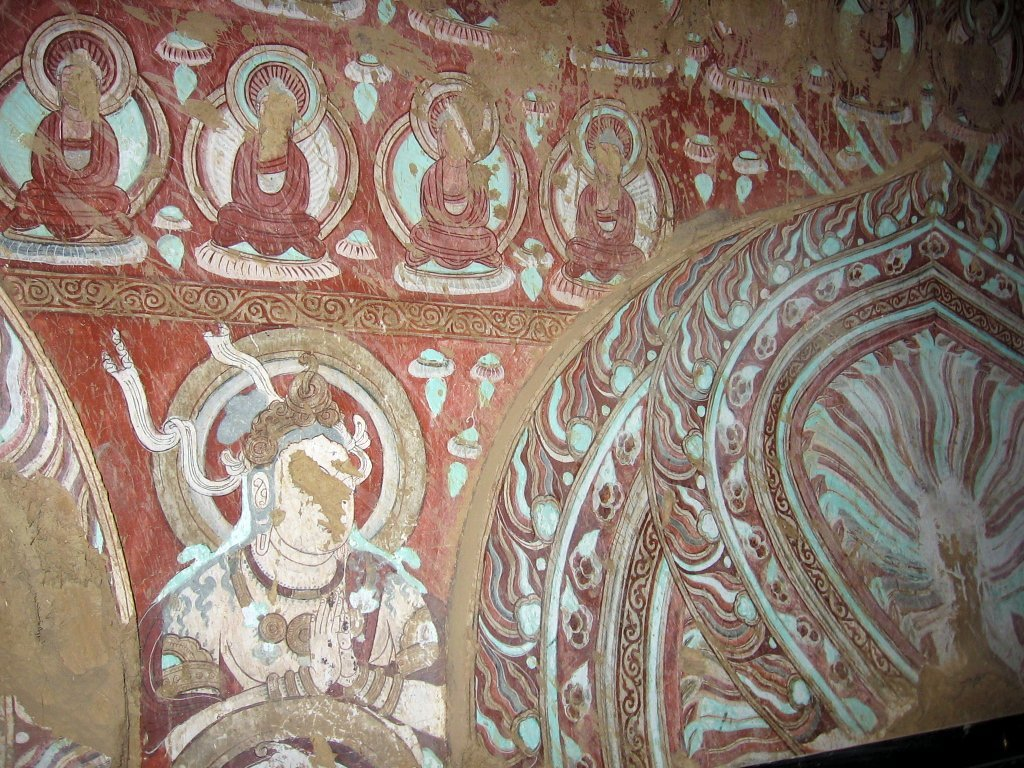
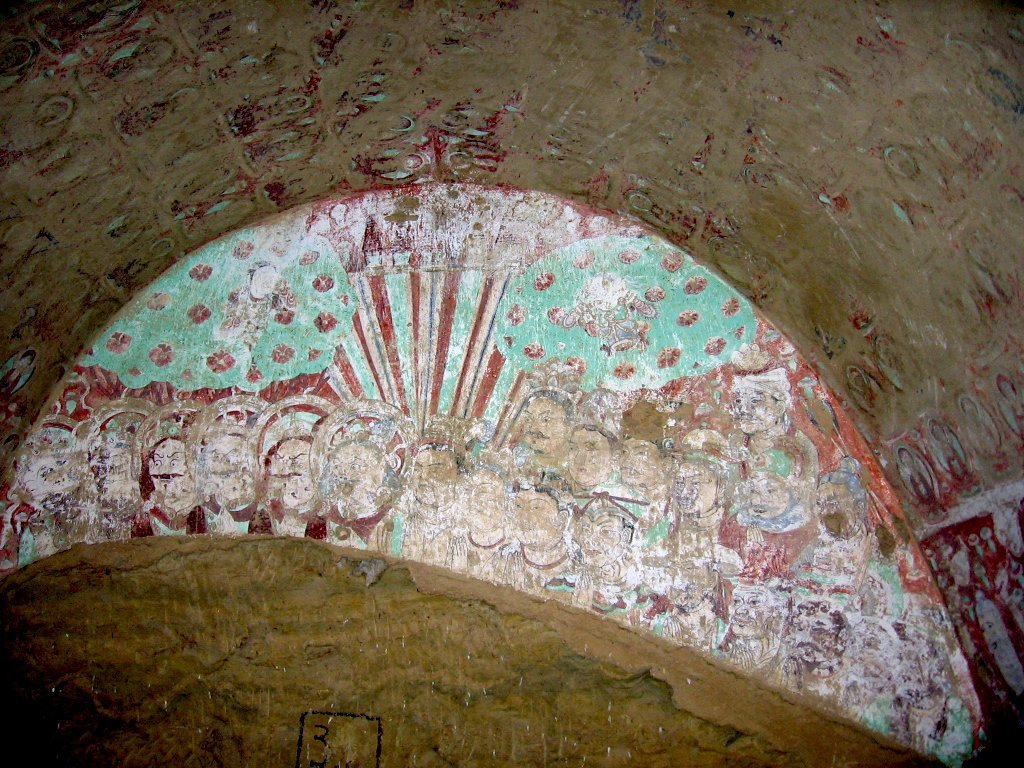
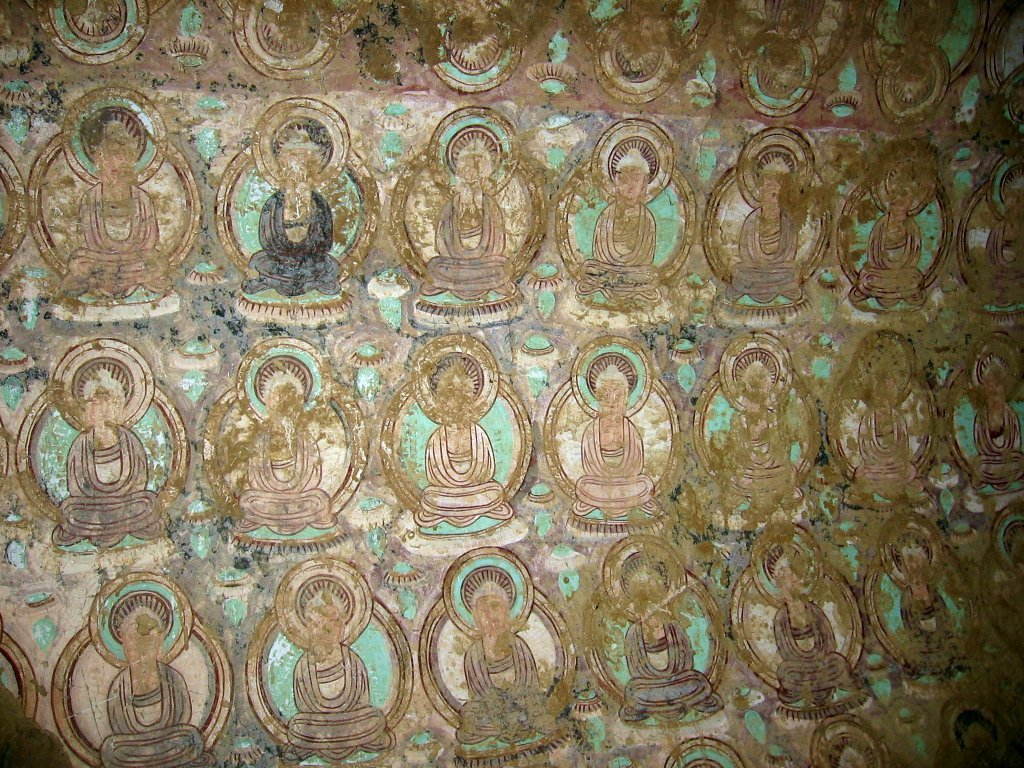

## Csiaoho romjai

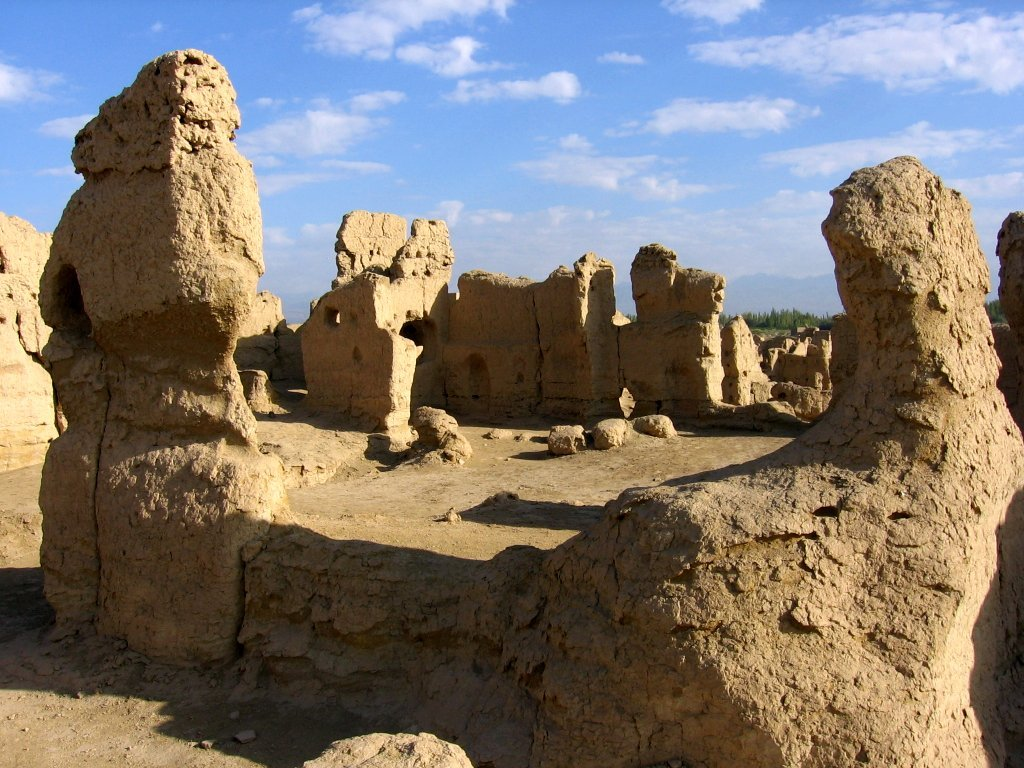
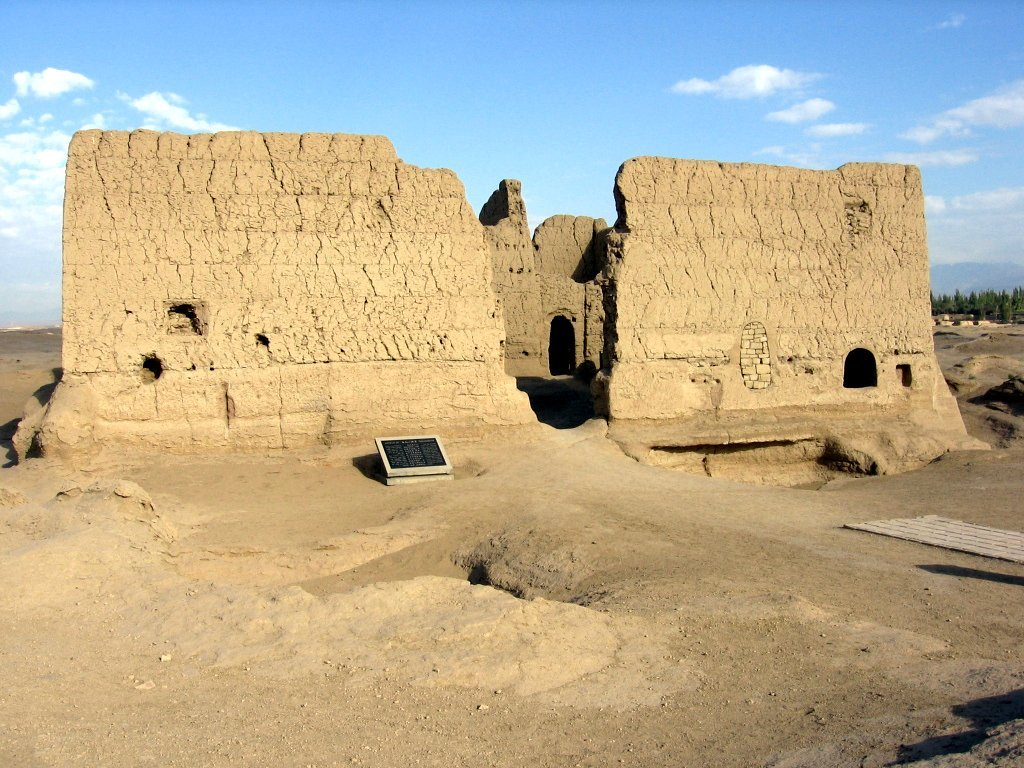
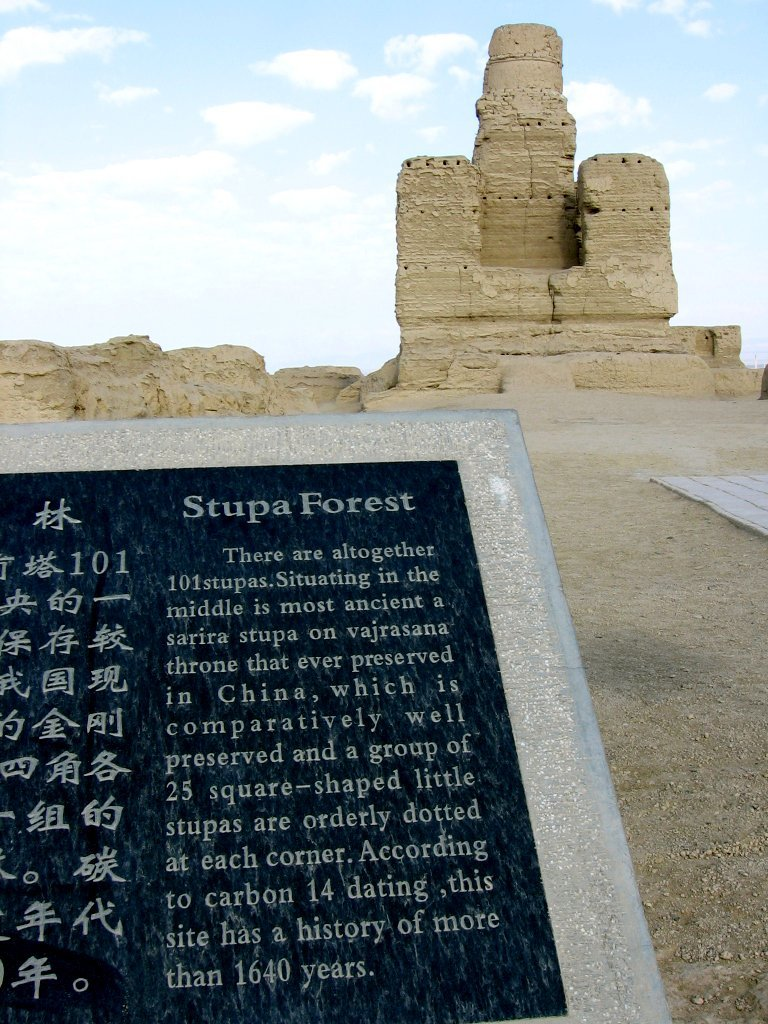